# Violino barocco
Il violino barocco è un violino con caratteristiche costruttive specifiche del periodo che va dalle origini dello strumento, nella seconda metà del XVI secolo, fino ai primi decenni del XIX.
Tali caratteristiche, in realtà, subirono progressive modifiche nel corso di questo ampio lasso di tempo, per cui sarebbe più appropriato parlare di strumenti originali, o storici; infatti, si possono notare grossolanamente tre periodi distinti: il violino "rinascimentale" tra il 1540 e il 1660, il "barocco" propriamente detto tra il 1660 e il 1760, il "classico" o "di transizione" tra il 1760 e il 1820. Le date sono del tutto indicative: ognuna di queste fasi, che si caratterizza per una specifica montatura (assetto dello strumento) ha convissuto con la successiva per un certo tempo, secondo particolari situazioni musicali, geografiche, economico-sociali.
Non si deve credere che lo strumento e l'arco, prima di acquisire la forma o i caratteri costruttivi odierni, fossero "primitivi", e che la loro evoluzione li abbia portati gradualmente a un'ideale perfezione: in realtà, essi erano perfettamente adatti alla musica per la quale erano stati concepiti. Per questa ragione, molti interpreti specializzati nel repertorio anteriore al XIX secolo suonano tuttora strumenti che conservano, o riproducono, le caratteristiche del violino barocco.

## Montatura
Un violino è composto di una cassa armonica, considerata la vera "essenza" dello strumento, in quanto ne determina in maniera fondamentale le qualità sonore, e di una serie di elementi considerati "accessori", che possono essere modificati o sostituiti per adattare lo strumento alle esigenze dell'esecutore. Tra questi, ci sono il manico con i suoi accessori (tastiera, capotasto, ecc.), il ponticello, la cordiera, le corde; inoltre, all'interno della cassa, ci sono l'anima e la catena. La compatibilità di questi elementi influenza il rendimento sonoro dello strumento. Il loro complesso è chiamato "montatura".

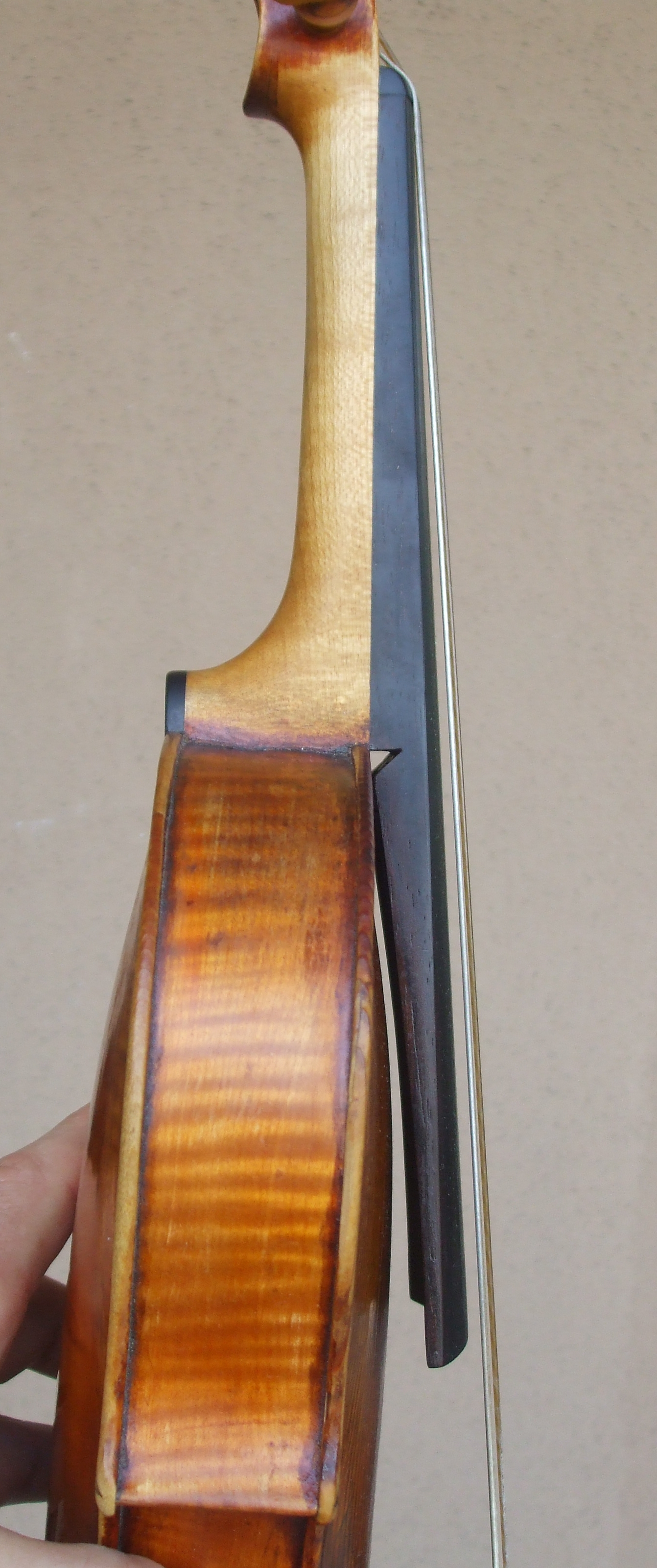
Particolare del manico di un violino barocco

La montatura venne gradualmente modificata nel corso dei secoli. I mutamenti hanno riguardato:
- angolo, peso, lunghezza e spessore del manico;
- angolo, peso e lunghezza della tastiera;
- curvatura della tastiera in senso trasversale;
- forma[4], altezza e spessore del ponticello, nonché punto di posizionamento sullo strumento;
- lunghezza e spessore della catena;
- lunghezza, spessore e posizione dell'anima;
- materiale e tecnologia di costruzione delle corde;
- dimensioni degli strumenti in relazione al diapason adottato[5].

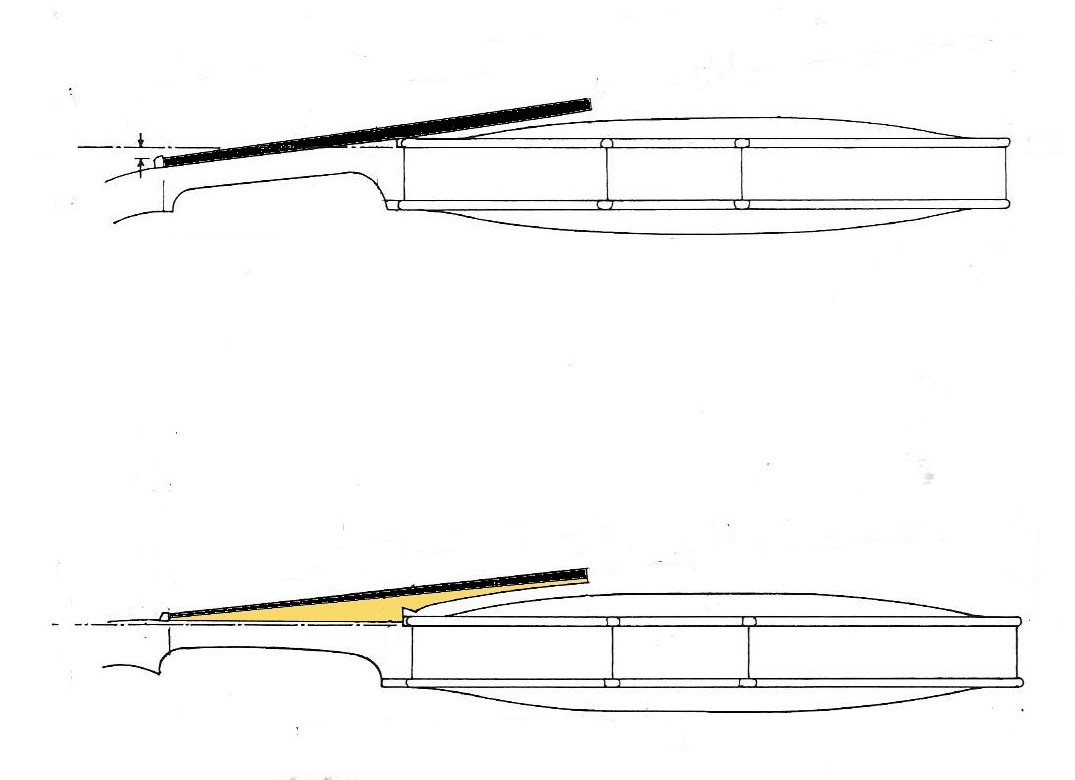
Innesto del manico di un violino moderno (sopra) e di un violino barocco. La parte in nero è la tastiera, quella in giallo il cuneo

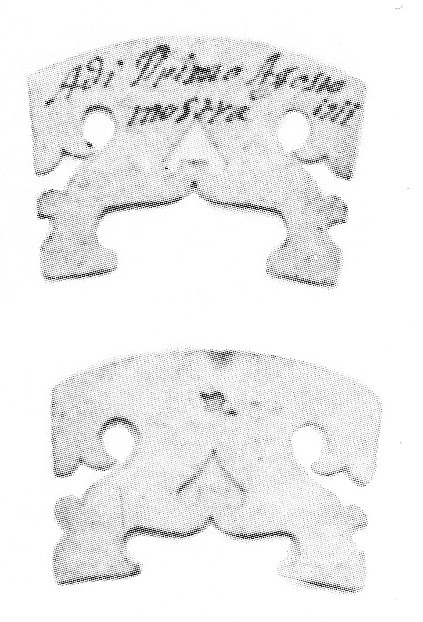
Modelli di ponticello di A. Stradivari (Cremona, Museo Civico)

Il manico dello strumento barocco è normalmente più corto e spesso di quello contemporaneo. La sua parte superiore prosegue idealmente la linea del bordo della tavola. Esso non è incastrato nel blocchetto superiore, come si usa oggi, ma fissato a esso con chiodi (o talvolta con viti). La tastiera, anch'essa più corta, ha uno spessore di forma triangolare chiamato "cuneo" nella parte che combacia con il manico; il cuneo può formare un corpo unico con la tastiera o essere aggiunto, e ha la funzione di aumentare l'angolo di tensione delle corde, dal momento che il manico non è inclinato, ma pressoché orizzontale sulla linea del coperchio.
Per il ponticello, venivano adottate forme diverse, spesso ideate dal liutaio stesso, aventi generalmente in comune una maggiore percentuale di parti "vuote" rispetto ai modelli usati dalla fine del XVIII secolo. Il ponte era anche leggermente più basso di oggi. Tra le parti interne alla cassa, la catena era più corta e sottile, dovendo sopportare un minor carico di lavoro da parte delle corde, e anche l'anima era più sottile. Contrariamente a quanto pensano molti, il suono degli strumenti dotati di questa montatura non era più dolce, ma piuttosto più chiaro e trasparente, ricco di armonici e risonanze, meno potente ma generalmente piuttosto brillante.
Questa sintesi, del tutto semplificata, è utile per capire, in forma approssimativa, le caratteristiche degli strumenti in relazione alla loro montatura. Di fatto, è estremamente difficile trovare strumenti nello stato d'origine; come si è detto, il processo di modificazione degli strumenti preesistenti per adattarli gradualmente alle mutate esigenze musicali fu pressoché ininterrotto dal XVII alla metà del XIX secolo e sono rarissime le parti ricavate dagli strumenti restaurati di cui si possano documentare cronologicamente le trasformazioni. Ad esempio, alcuni tra i violini meglio conservati di Antonio Stradivari, come il Messia o il Lady Blunt, hanno trascorso la maggior parte della loro esistenza nelle mani dei collezionisti ed, essendo stati suonati assai poco, sono stati soggetti a scarsa usura e hanno necessitato di pochi lavori di restauro o ammodernamento, ma hanno in genere subito modificazioni, come l'alterazione della base del manico per aumentarne l'angolo e la sostituzione di buona parte della montatura (catena, tastiera, ponticello, cordiera, piroli). Uno tra gli strumenti conservati in condizioni più prossime all'originale è la viola tenore medicea, costruita come parte di un quintetto d'archi per la corte di Cosimo III de' Medici nel 1690. Lo strumento, custodito nel museo del Conservatorio Luigi Cherubini di Firenze, è ancora in condizioni barocche e conserva la quasi totalità della montatura originale (tastiera, cordiera, catena, manico non modificato e addirittura il ponticello); l'unico vero ammodernamento subito è stato l'inserimento, reversibile, di un cuneo di legno tra il manico e la tastiera per aumentarne l'angolo. La viola ha comunque subito diversi interventi di restauro, soprattutto per riparare i danni causati da insetti xilofagi. I pochissimi strumenti rimasti nelle condizioni d'origine sono probabilmente esemplari malriusciti e rimasti inutilizzati. Anche le scarse testimonianze scritte d'epoca sulla montatura, come il manoscritto di James Talbot o il metodo per violino attribuito a Sébastien de Brossard, sono laconiche o confuse.

## Arco

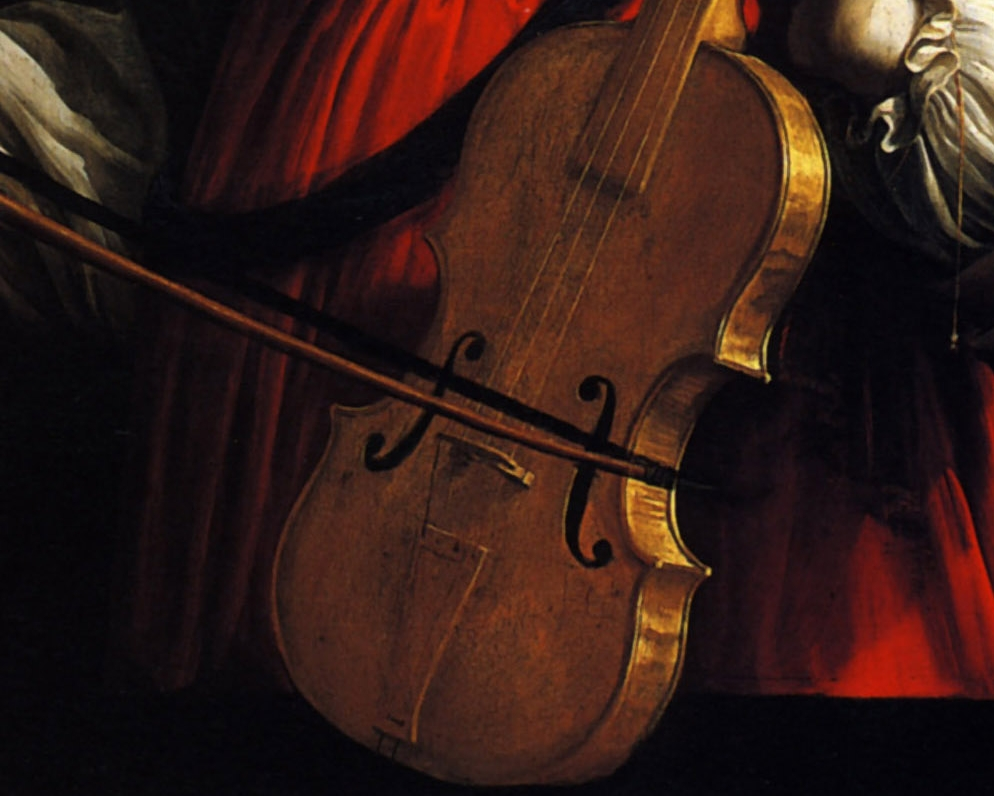
Dettaglio della "Santa Cecilia" (1606) di Guido Reni

Fino al primo quarto del XVII secolo, l'arco comunemente usato era simile a quelli degli strumenti etnici europei: breve, con la curva verso l'esterno (da cui il nome), dotato di un nasetto fisso e con i crini non inseriti in una "punta", ma attaccati direttamente al termine della bacchetta, come rappresentato nella Santa Cecilia del 1606 di Guido Reni, a volte fermati in una capsula d'avorio per avere più peso verso la parte terminale dell'arco, come nel noto dipinto La coppia felice (1630) della pittrice fiamminga Judith Leyster.
Tuttavia, progressivamente un arco dotato di punta e accuratamente bilanciato, adatto alle esigenze dei musicisti, viene a prenderne il posto.
Nel periodo del violino barocco, due tipologie di arco si sono succedute:
- l'arco "barocco" propriamente detto, nel quale si individuano a sua volta due grandi gruppi, l'arco "corto" e quello "lungo";
- l'arco "transizionale" o "classico".

### Arco barocco

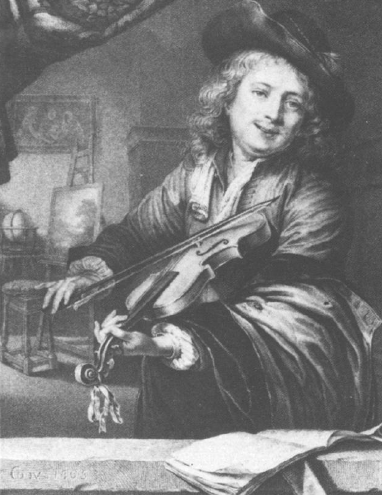
Litografia da un dipinto di Gerrit Dou (1667)

Nel XVII secolo, il modello più comune è quello rappresentato nel ritratto di violinista di Gerrit Dou, riprodotto in questa pagina. Si tratta di un arco molto corto e leggero, con punta bassa, "a muso di luccio", adatto a eseguire arcate brevi e incisive. La bacchetta a riposo è quasi diritta, mentre quando è in tensione si curva verso l'esterno.

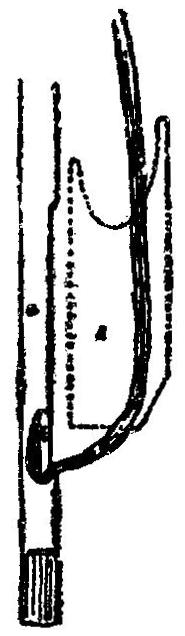
Funzionamento del tallone ad alzo fisso

Il tallone o nasetto è del tipo detto "a scatto" o "ad alzo fisso": i crini sono alloggiati nella bacchetta e il tallone viene incastrato in un'apposita sede intagliata nel legno della bacchetta ed è tenuto in posizione dalla tensione dei crini. Ovviamente non esiste un sistema di regolazione della tensione. La lunghezza e il peso sono variabili; i pochi esemplari rimasti vanno dai 58,4 ai 64 cm, dai 36 ai 44 g, ma si possono ipotizzare differenziazioni a seconda del periodo e della nazione, in relazione alle usanze musicali. Scrive ad esempio il letterato francese François Raguenet, in un pamphlet ove racconta le cose notevoli di un viaggio a Roma, effettuato nel 1698, durante il quale ha ascoltato l'orchestra di Arcangelo Corelli:
(François Raguenet, Paralèle des Italiens et des Français)
Mentre precedentemente gli archi erano costruiti con legno di alberi locali, caratterizzati da un peso specifico piuttosto basso, all'inizio del XVII secolo le rotte commerciali e la colonizzazione portano in Europa legni esotici più pesanti e compatti; i pochi archi seicenteschi giunti fino a noi sono in legno serpente (piratinera guianensis), un materiale straordinariamente denso, forte e bello esteticamente per le evidenti marezzature, che si ritrova in America Latina, Oceania e Asia sud-orientale. Altri legni usati nel corso del XVIII secolo sono i vari tipi di "legno ferro", ad esempio la Swarzia bannia, o l'ebano, anche se la minore forza di questi ultimi in relazione al loro peso li rende più adatti a strumenti più grandi, quali le viole e soprattutto gli strumenti bassi.
Approssimativamente tra il 1690 e il 1735 vi è un periodo di sperimentazione, che riguarda sia la forma sia le dimensioni. L'archetto corto, anche se con qualche modifica tendente a irrobustirlo, è utilizzato ancora almeno fino alla metà del XVIII secolo. Viene adoperato soprattutto in Italia, in particolare da parte di quei violinisti che vantano una diretta discendenza artistica da Arcangelo Corelli, ad esempio Giovanni Battista Somis, iniziatore della scuola violinistica piemontese, Pietro Locatelli, il più celebrato virtuoso del violino del secolo, e Francesco Geminiani, il cui ritratto (riprodotto più sotto nella sezione dedicata alla postura) sul frontespizio della versione francese del suo metodo per violino (1752) mostra un arco dove i crini si calcola misurino tra i 635 e i 660 mm.

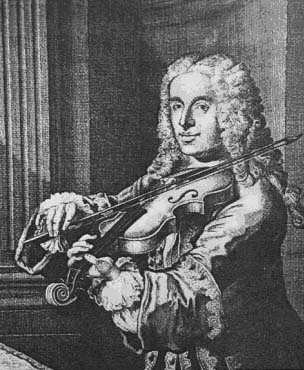
Francesco M. Veracini, dal frontespizio dell'Opera II (1744)

Accanto a questo, si costruiscono degli archi più lunghi, fino a 71,7 cm. È conservato al Conservatorio di Trieste un arco di Giuseppe Tartini lungo 71,3 cm, dotato di una punta "a muso di luccio" simile a quella dell'arco corto.
Utilizza un arco lungo anche un altro dei massimi virtuosi del Settecento, Francesco Maria Veracini, nel ritratto posto all'inizio delle Sonate Accademiche op. 2 (1744). Qui, però, si vede chiaramente che la punta ha una forma differente. Infatti, l'allungamento della bacchetta tende a indebolire l'arco; il problema viene compensato innanzitutto modificando la punta con una forma "a becco di cigno" che aumenta la distanza della bacchetta dai crini in quella zona. Questo tipo di punta è una caratteristica pressoché costante negli esemplari di arco lungo giunti fino a noi, ed è confermata anche da molte fonti iconografiche. Talvolta (ma non sistematicamente), viene aggiunta nella parte della bacchetta più vicina alla mano una curva verso l'interno dell'arco ottenuta tramite il riscaldamento del legno. Inoltre, nel tallone, che continua a essere prevalentemente fisso, a incastro come nei modelli seicenteschi, viene ampliata la sede dei crini, allo scopo di utilizzarne un numero superiore.
Se l'arco corto presentava una sezione rotonda o ovale, nell'arco lungo, invece, per mantenere una buona forza della bacchetta pur diminuendone il peso, talvolta la bacchetta viene lavorata a sezione ottagonale e poi vengono aggiunte delle scanalature ornamentali in ciascuna faccia; la lavorazione può essere limitata alla sola zona del tallone, per circa un terzo della lunghezza dell'arco, oppure estesa a tutta la bacchetta. Solo l'esemplare tartiniano citato sopra presenta una bacchetta di sezione ottagonale senza scanalature.
Nonostante l'arco lungo rappresenti una tappa del percorso evolutivo verso l'arco moderno, non dev'essere considerato necessariamente come un miglioramento tecnologico dell'arco corto. Esso è adattissimo all'esecuzione della difficile musica polifonica (come le Sonate e partite per violino solo di Johann Sebastian Bach) che si sviluppa soprattutto nei primi decenni del Settecento, e per le lunghe note dei movimenti lenti, ma all'epoca viene criticato per l'eccessiva uguaglianza dell'arcata, cioè per la difficoltà nell'eseguire espressioni dinamiche all'interno di una stessa arcata (caratteristica che invece viene considerata un pregio nella tecnica moderna degli strumenti ad arco) e per la minore energia della bacchetta, che si traduce in una minore agilità e brillantezza di suono.

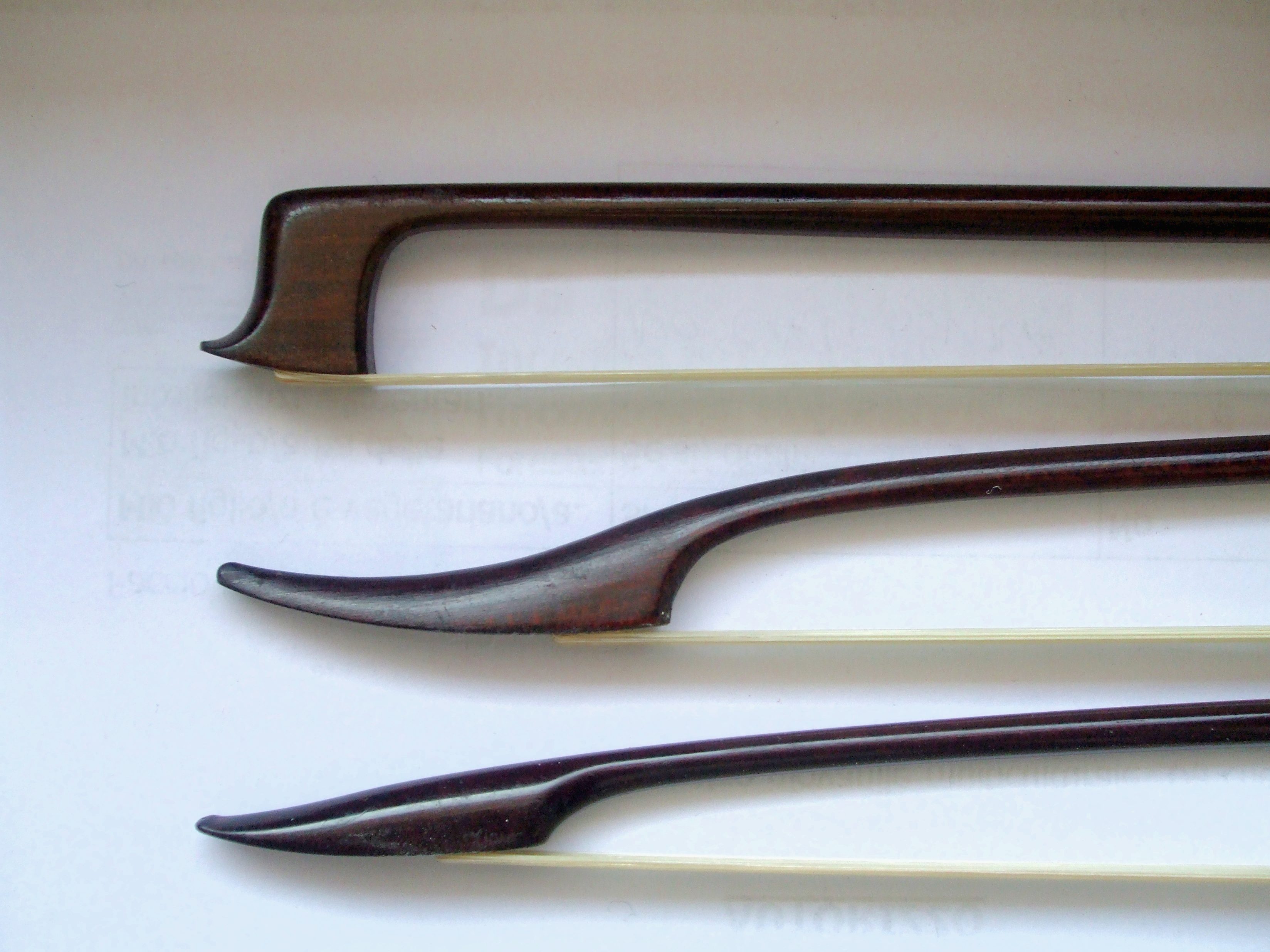
Punte di archi storici.
Dal basso in alto: a muso di luccio (arco corto, XVII sec.); a becco di cigno (arco lungo, 1ª metà XVIII sec.); ad accetta (transizionale F. Tourte)

L'arco lungo viene usato fino alla fine del secolo XVIII, mentre già dal 1770 circa appaiono in misura crescente archi di nuova concezione, detti "transizionali". A partire dal 1750 circa, viene introdotto il tallone mobile, nel quale la tensione è regolata da una vite. I crini non sono più alloggiati nella bacchetta, ma all'interno del tallone stesso. A partire da questo periodo, molti archi lunghi e corti vengono dotati di tallone mobile, la bacchetta viene allungata con il bottone della vite e la sede dei crini nella bacchetta viene chiusa, spesso per mezzo di uno scudo piatto in avorio. A volte, in concomitanza con questi adattamenti, viene anche incrementata la curvatura verso l'interno delle bacchette.

### Arco transizionale
Con il termine "classico" (perché legato alla musica del Classicismo) o "transizionale" (in quanto concepito storicamente nella transizione dall'arco barocco a quello moderno) s'intende un tipo di arco che, pur nella varietà di forme tipica del XVIII secolo, presenta alcune caratteristiche che lo differenziano dal passato e preparano la forma elaborata da François Tourte nei primi decenni del XIX secolo.
Si continua nella tendenza dell'arco lungo di allontanare la bacchetta dai crini alla punta, alzando quest'ultima fino a un'altezza pari o perfino superiore a quella del nasetto (20–23 mm); a questo scopo, vengono utilizzate forme di punta totalmente nuove, raggruppabili in due tipi principali: "ad accetta" e "ad ascia di guerra". Il nasetto presenta sempre il meccanismo a vite per la regolazione della tensione dei crini. Normalmente, la bacchetta supera i 71 cm di lunghezza e viene curvata verso l'interno in modo da mantenere una lieve concavità anche sotto tensione. Il legno serpente viene sostituito dal pernambuco (Caesalpinia echinata), più leggero, e in misura minore dal legno ferro, meno rigido.

## Corde

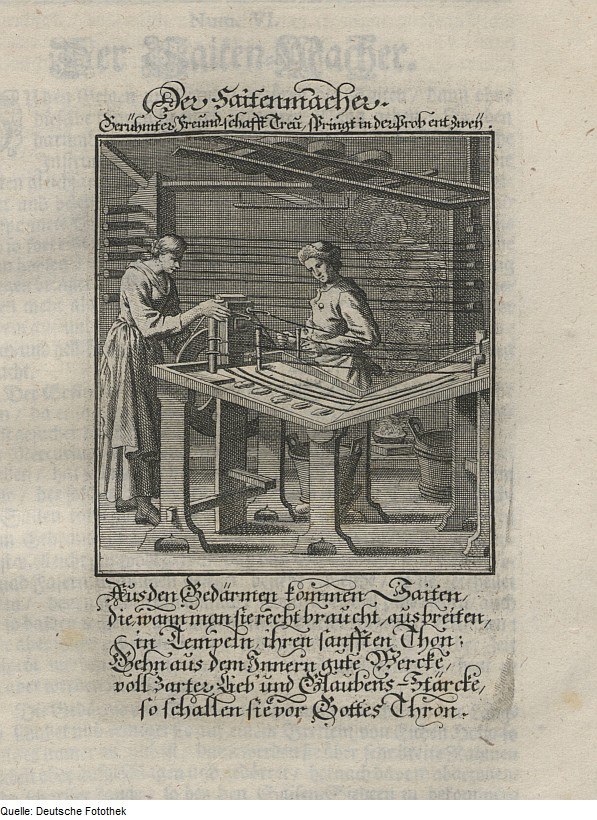
Christoph Weigel, Der Saitenmacher (il cordaio), Ratisbona, 1698

Le corde utilizzate nel violino barocco sono in budello animale, ricavato normalmente dall'intestino di agnello; oggi si utilizzano preferibilmente bestie adulte, tuttavia quest'uso era cominciato (e talvolta deprecato) già nel tardo Cinquecento. La tecnologia di produzione è rimasta nei suoi principi fondamentali quasi immutata fino a oggi, tuttavia si è avuta un'evoluzione nella lavorazione che ha prodotto nel corso dei secoli corde con caratteristiche specifiche che hanno anche influito fortemente sulla scrittura violinistica.

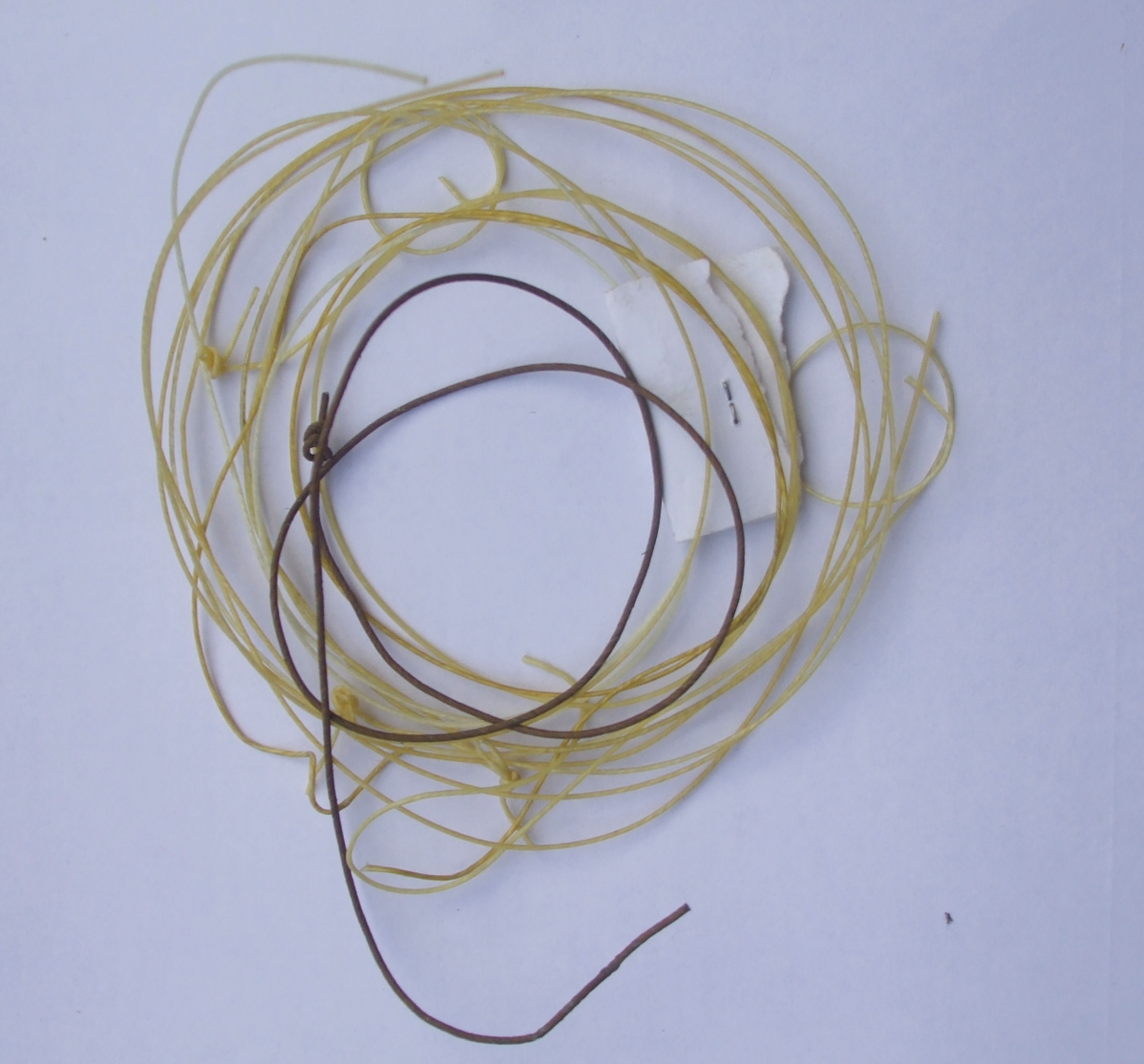
Corde assortite in budello nudo già usate; quella più scura è una dark red Pistoy. Nell'immagine in alta definizione si può anche apprezzare la torsione delle Venice catline

Un periodo di grande ricerca ed evoluzione comincia nella seconda metà del XVI secolo, proprio mentre fa la sua comparsa il violino. Un esempio di "muta" (il complesso delle quattro corde) per il violino alla fine del XVII secolo ci è descritto dal già citato James Talbot: la I e II corda erano del tipo Romans ("Romane"), la III Venice Catline (Catline di Venezia), la IV finest & smoothest Lyons (finissime e morbidissime di Lione). Pressoché identica differenziazione si ritrova anche nel documento più esauriente sulla manifattura delle corde prima dell'età di Bach, il Musick's Monument di Thomas Mace, che elenca anche le Minikins per gli acuti e le deep dark red colour Pistoys (corde di Pistoia color rosso scuro) per i bassi. Si tratta sempre di corde in "budello nudo", cioè non rivestito con altro materiale (al contrario delle corde di budello fasciato usate nel violino moderno), ma ciascuna tipologia indica una diversa lavorazione della corda. I catline sono corde con una forte torsione che le rende più elastiche. Quanto alla corde di Pistoia, si tratta probabilmente di una tecnologia che ottiene 
(Mimmo Peruffo, Tipologie... cit., p. 4)
 Nel violino, questa lavorazione riguarda solamente la IV corda.
Le differenti tipologie di corde avevano lo scopo di ottenere non solo una buona resa sonora da ciascuna corda, ma anche la maggior uguaglianza possibile di suono e di "sensazione" tra le varie corde, allo scopo di facilitare il passaggio da una corda all'altra.

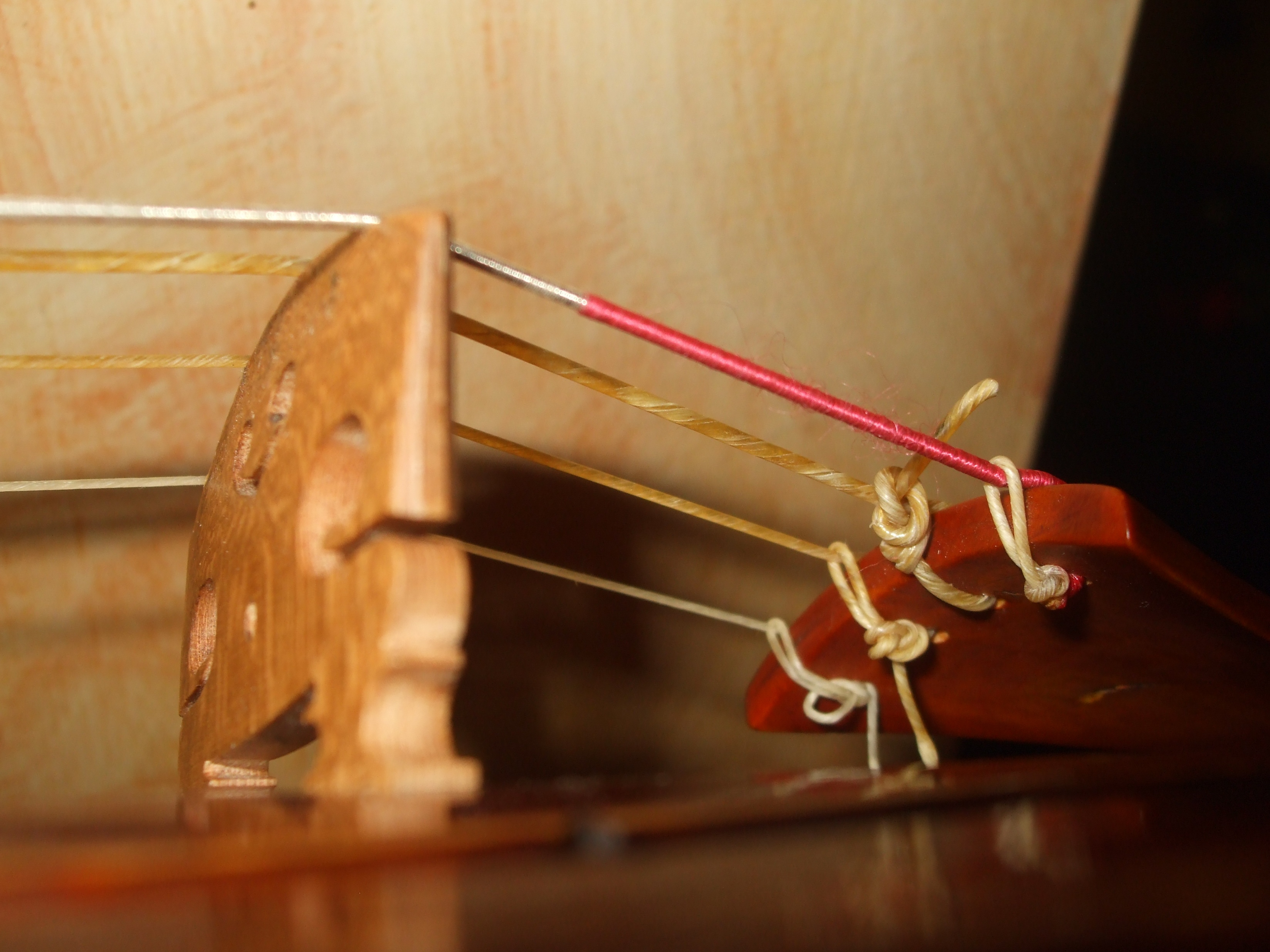
Modalità di fissaggio delle corde alla cordiera. La corda in primo piano è di budello filato in argento

Nella II metà del XVII secolo cominciano ad apparire le prime corde basse nelle quali l'incremento dell'inerzia della corda (in modo da ottenere suoni più gravi a parità di lunghezza e tensione) viene ottenuto attraverso il rivestimento della corda di budello con un sottile filo metallico d'argento o rame: in questo modo si può aumentare la densità lineare di massa della corda senza modificarne le caratteristiche elastiche. Le prime testimonianze di questo nuovo prodotto appaiono in un manoscritto del 1659 riferito al liuto e cinque anni dopo in un trattato per viola da gamba di John Playford. Con l'affermarsi delle corde filate, le tecniche di costruzione dei bassi in budello puro vanno perdute; l'operazione di ricopertura era molto semplice, tanto che il musicista poteva comperare la corda già pronta oppure provvedere da sé, in casa, con una semplice macchina. Questa tipologia era usata solo per la IV corda, eccetto nel secolo XVIII in Francia, dove era assai comune utilizzarla anche per la III corda, anche se le spire metalliche dovevano essere molto più distanziate tra loro.
Le varie tecnologie descritte sopra, volte a ottenere una corda bassa con tensione uguale alle prime tre corde, ma dotata di uno spessore proporzionalmente inferiore, servono a compensare un problema ben noto ai musicisti: una IV corda di spessore proporzionale alle tre superiori emette un suono soffocato e opaco, non comparabile a quello delle tre superiori, ed è anche estremamente difficile da controllare nell'emissione del suono.
La montatura del violino rimarrà invariata per tutto il periodo del violino barocco, e quasi completamente anche fino al XX secolo. Intorno alla prima guerra mondiale, la difficoltà a reperire il budello unita alle innovazioni tecnologiche che permettono di affinare la produzione di fili metallici (acciaio e alluminio) aprono la strada a set di corde in cui il cantino poteva essere in acciaio, la seconda in budello nudo o fasciato, e la terza e quarta in budello rivestito di alluminio.

## Postura

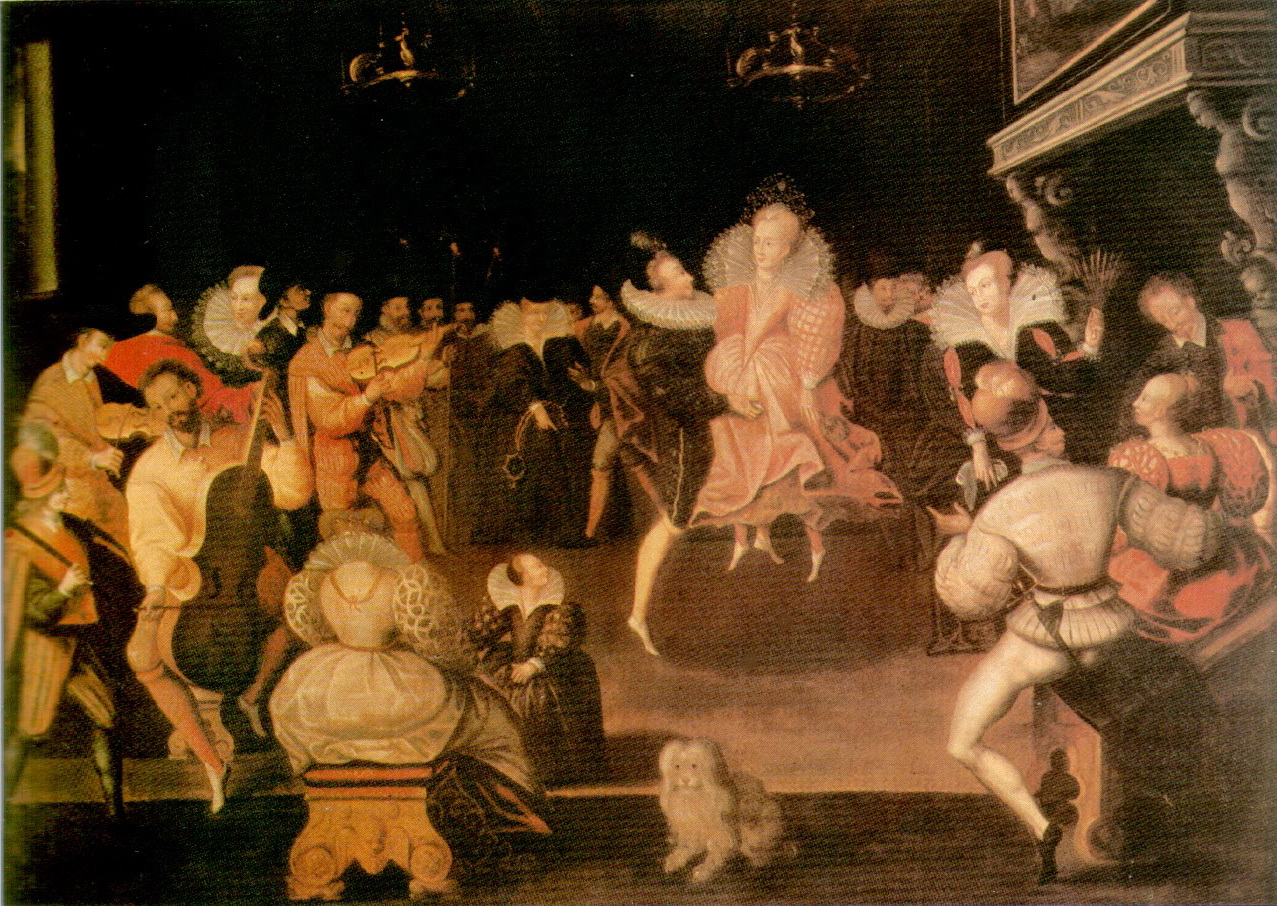
Ballo alla corte di Elisabetta I (1580 circa)

La mentoniera fu inventata da Louis Spohr e presentata ai musicisti nel suo "Metodo per violino" nel 1832; la spalliera, addirittura, è invenzione novecentesca. Quindi, in tutto il periodo rinascimentale, barocco e classico, il violino veniva sostenuto senza l'aiuto di questi accessori.
Nel XVII secolo il violino veniva tenuto non sopra la spalla, come oggi, ma più in basso. Alcuni appoggiavano lo strumento al petto, come si vede in un dipinto anonimo che rappresenta un ballo con la regina Elisabetta I d'Inghilterra (1580 circa), altri un po' più in alto, come nel dipinto di Dou riprodotto sopra.

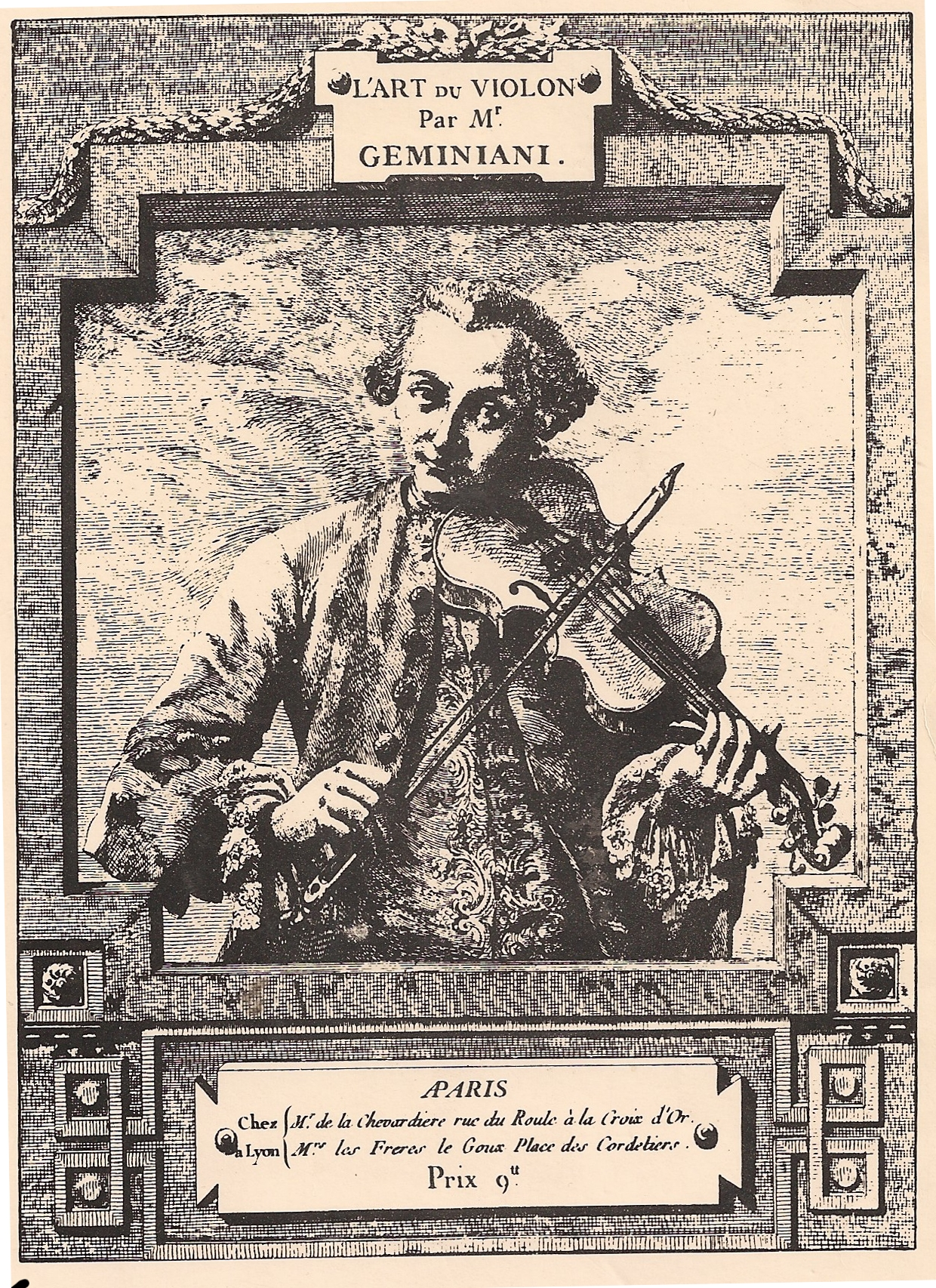
Ritratto di Francesco Geminiani, dalla versione in francese del suo metodo (1752). L'attribuzione del ritratto è contestata, per l'apparente incongruenza tra l'immagine e il testo che descrive la postura

Nel XVIII secolo, gradualmente si afferma una posizione del violino diversa, che dà più sicurezza nell'esecuzione di musica sempre più ardua tecnicamente. Il violino viene tenuto più in alto, da taluni sotto la clavicola (Francesco Geminiani, 1º modo descritto da Leopold Mozart), da altri sopra (2º modo descritto da Leopold Mozart, Michel Corrette, Michel Pignolet de Montéclair); difficilmente in questi scritti si parla della funzione del mento, tuttavia nei ritratti di violinisti (in particolare quelli che corredano i trattati didattici) pare che esso sia sollevato dallo strumento e stazioni sulla parte a destra della cordiera (per chi suona). Il primo metodo che consiglia l'appoggio del mento sul violino è The Fiddle New Model'd di Robert Crome (1741), seguito nel corso del secolo soltanto dall'Abbé le Fils (1761), da un'edizione tedesca spuria del Metodo per violino di Geminiani del 1782 e dal torinese Francesco Galeazzi nei suoi Elementi teorico pratici di musica (1ª edizione 1791), mentre nel XIX secolo diventa la posizione abituale.
Nel corso del XVII secolo, solo in Italia l'arco veniva regolarmente tenuto appoggiando tutte le dita sulla bacchetta, il pollice sotto e le altre dita sopra, in maniera analoga alla posizione attuale: in altri paesi il pollice veniva più spesso posato al di sotto del tallone e toccava il crine (la stessa posizione è stata riproposta nel XX secolo per i principianti in età prescolare dal didatta giapponese Shinichi Suzuki nel suo noto metodo).
A proposito delle diverse tenute dell'arco, testimonia il compositore Georg Muffat:
(Georg Muffat, dalla Prefatione di Suavioris harmoniae instrumentalis hypochematicae Florilegium Secundum..., 1698)

Anche in Inghilterra troviamo analoghe testimonianze nel corso del Seicento, mentre il musicologo e memorialista settecentesco Roger North sosteneva che era stato il grande virtuoso napoletano Matteis a introdurre in Inghilterra la tenuta con il pollice sulla bacchetta, negli anni settanta del secolo. Ancora nel 1738, Michel Corrette scrive: 
(Michel Corrette, L'Ecole d'Orphée, Opera XVIII, Parigi, 1738, p. 7)
La posizione all'italiana divenne a poco a poco dominante e, ravvicinata al tallone, fu quella utilizzata abitualmente nel periodo classico e romantico.

## Tecnica della mano sinistra e diteggiatura
Per tutto il XVII secolo e la prima parte del XVIII, l'ideale sonoro a cui si tende, sia negli strumenti come nel canto, è la più grande chiarezza, nitidezza, schiettezza, prendendo a modello l'arte di un buon oratore.
Per avvicinarsi a questo ideale, negli strumenti ad arco di norma si usano le posizioni basse e le corde vuote, che utilizzando una maggiore lunghezza vibrante della corda producono un suono più chiaro e risonante; le posizioni più alte si adoperano quindi quasi esclusivamente per raggiungere le note superiori al si4.

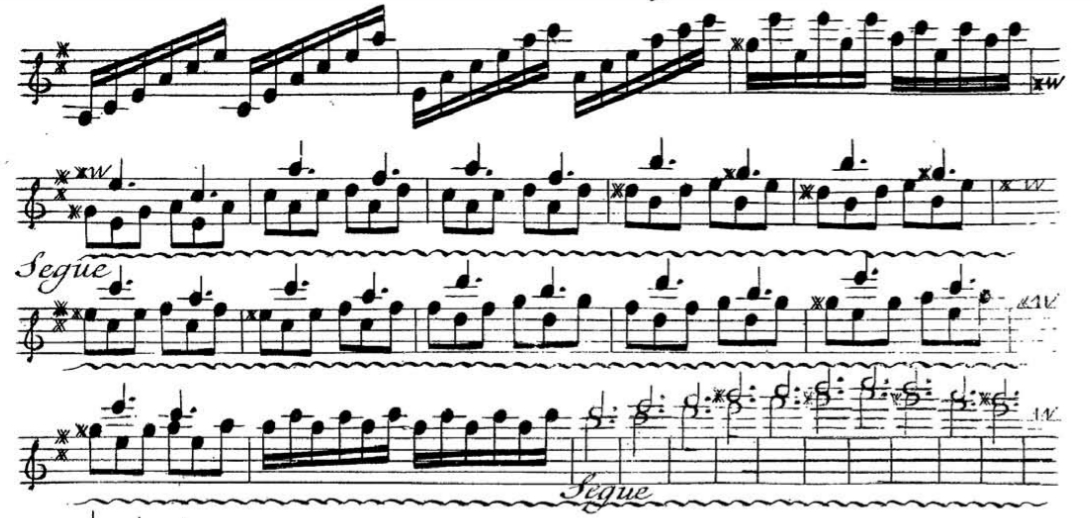
Estensione nell'acuto in un concerto di Locatelli (la serpentina indica che si suona all'ottava superiore)

Solamente a partire dagli anni 1720-1740, alcuni virtuosi, oltre a sviluppare specificamente il registro acuto (Antonio Vivaldi e Pietro Locatelli, ad esempio, raggiungono in alcuni concerti per violino la 16ª posizione, particolarmente ardua anche in considerazione del fatto che le dita si trovavano a doversi posare sulle corde ben oltre la fine della tastiera) cominciano a scrivere passi di nuova concezione tecnica che utilizzano le posizioni alte su tutte le corde.
Gradualmente, il gusto del suono si modifica, fino ad arrivare, verso gli ultimi decenni del secolo, a un nuovo ideale sonoro e a una tecnica conseguente; le corde vuote vengono evitate e si tende a eseguire una melodia sulla stessa corda, utilizzando ampi e frequenti cambiamenti di posizione: il valore prevalente nel suono non è più la chiarezza, ma piuttosto l'eguaglianza, ottenuta cercando di evitare la differenza timbrica tra le varie corde con una diteggiatura apposita.
Occorre tuttavia tenere sempre presente quanto già espresso nella sezione dedicata alla postura: la maniera di tenere lo strumento in questo periodo non prevede che venga bloccato col mento, bensì che sia sostenuto con la mano sinistra, perciò i cambiamenti di posizione devono essere eseguiti mediante una tecnica particolarmente raffinata e di difficile esecuzione, volta in particolare a evitare che la "discesa" dalle posizioni alte possa causare lo scivolamento dello strumento. Solo Geminiani ci ha lasciato una descrizione della tecnica utilizzata nello "smanicamento", consistente in sostanza (di là dai dettagli del movimento descritto dal Geminiani) nell'indipendenza del pollice dal resto della mano. È anche probabile che questo principio del movimento della mano sinistra sia rimasto identico anche nella seconda metà del secolo, e perfino dopo l'invenzione della mentoniera, dal momento che nel metodo di Francesco Sfilio viene prescritto questo stesso principio del movimento della mano sinistra, attribuendolo a Niccolò Paganini.
È necessario dire qualche parola anche sul vibrato. Se il vibrato continuo di oggi è una qualità caratteristica del suono del violino, così non era nel passato. Nel XVII secolo non se ne parla se non per deprecarlo, mentre nel XVIII i trattatisti generalmente lo elencano tra gli abbellimenti; il suo uso è sporadico, finalizzato ad amplificare l'espressione di particolari sentimenti. Geminiani suggerisce di eseguirlo anche sulle note brevi, per abbellirne il suono, ma questa frase fu soppressa nelle edizioni successive del suo trattato. Scrive Robin Stowell: "Il vibrato generalmente fu usato fino al tardo XIX secolo selettivamente come un ornamento espressivo legato in maniera inestricabile alle inflessioni dell'arco". Tuttavia, non si deve pensare che fosse utilizzato normalmente da tutti i violinisti: il già citato Francesco Galeazzi nel suo trattato del 1791 (e ancora nella successiva edizione del 1817) afferma trattarsi di una tecnica di cattivo gusto, da evitarsi assolutamente.

## Tecnica dell'arco
Come già scritto nella specifica sezione, una caratteristica marcante dell'evoluzione dell'arco dalle origini a Tourte è la forma e l'altezza della testa. La punta "a muso di luccio", bassa e slanciata, che forma un angolo acuto con i crini, emette un suono più debole, leggero, meno "accentato", rispetto al tallone: di conseguenza, negli archi dotati di questa tipologia, l'attacco di un'arcata dalla punta verso il tallone è decisamente più debole di quello dell'arcata che va in senso contrario.
Questa specificità, invece di essere considerata dai musicisti come un limite, viene valorizzata attraverso complesse tecniche che associano alle note da suonare più forte o con espressione più intensa l'arcata che va dal tallone verso la punta, detta "in giù" perché visualmente l'arco scende verso il basso, opposta a quella "in su" (cioè, con l'arco che sale dalla punta verso il tallone).
Nella tipologia più tardiva "a becco di cigno", la punta acquista più forza nell'attacco, anche se continua a essere più debole del tallone. Infine, nell'arco transizionale, la forma alta e diritta della testa mette tra bacchetta e crini una distanza uguale o addirittura maggiore di quella che c'è al nasetto, ed è quindi possibile ottenere alla punta lo stesso attacco del tallone.
Tali differenze tecnologiche vanno di pari passo con le esigenze dei musicisti: infatti, verso la metà del XVIII i violinisti italiani, ad esempio Giuseppe Tartini e Francesco Geminiani, sostengono l'importanza di esercitarsi a suonare con la stessa naturalezza "in giù" e "in su", mentre Leopold Mozart, pur non discostandosi dal maggior rigore nelle regole sulla direzione dell'arcata propugnato dalla scuola violinistica francese, raccomanda la pratica di esercitare i vari tipi di dinamica del suono nelle diverse parti dell'arco. Si può quindi affermare che nel corso del XVIII secolo si vada gradualmente verso un'"egualizzazione" dell'arcata.

### Retorica
(Francesco Geminiani, The art of playing on the violin, Londra, 1751)

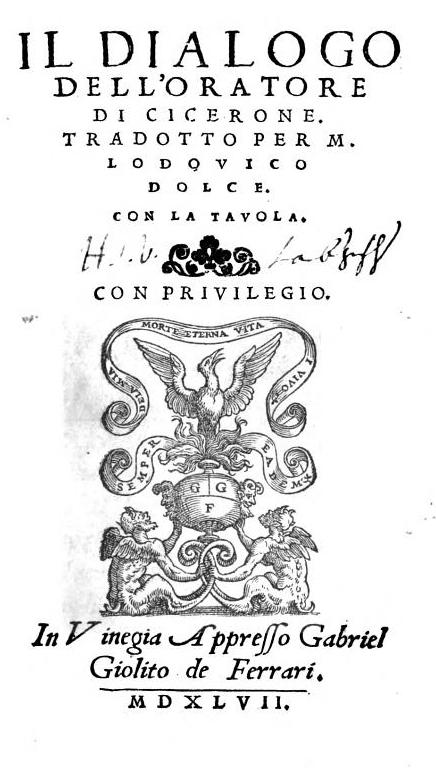
Frontespizio della traduzione in volgare del De Oratore di Cicerone curata da Ludovico Dolce e pubblicata a Venezia nel 1547

Già a partire dal Rinascimento, l'esecuzione musicale trova un riferimento costante nell'arte oratoria. I princìpi enunciati nelle opere classiche, in particolare nel De Oratore di Cicerone e nella Institutio oratoria di Quintiliano, vengono affermati come fondamentali anche nell'espressione musicale: alcuni teorici li citano esplicitamente, altri si limitano ad alludervi, inserendoli nelle istruzioni tecniche dell'esecuzione musicale.
La "competizione con la voce" evocata dalla citazione di Geminiani va dunque intesa nelle sue molteplici implicazioni: se ne imita il colore sonoro, modello per qualsiasi strumento; è fonte d'ispirazione nelle sue capacità espressive, evocate nell'arte oratoria; inoltre, si modella sulla parola la "pronuncia" dell'arco.
Innanzitutto, in generale, per ottenere un buon suono si rende necessario non posare l'arco sulla corda con tutta la forza richiesta dall'arcata da eseguire, ma "appoggiare l'arco con delicatezza, e poi calcarlo". Il motivo di questa precauzione è che se si sollecita una corda di budello con forza immediata (ad esempio, quella che viene applicata nella "cavata" su una moderna corda metallica), il suono presenta uno spiacevole rumore d'attacco (può perfino "rompersi" o trasformarsi nel tipico "fischio": la corda, al posto del suono fondamentale, ne emette un armonico, ad esempio all'ottava superiore), che lo allontana da una buona emissione vocale.
Nel periodo in cui ha origine la famiglia delle viole da braccio (di cui il violino occupa il posto della voce di soprano) la musica eseguita sugli strumenti è raggruppabile in due generi: la trasposizione di musica vocale (frottole, canzoni francesi, canzonette, madrigali, eccetera) e la musica per danza. La distinzione tra uno stile d'imitazione vocale e uno tipicamente strumentale rimane valida per il tutto il XVII e XVIII secolo e anche almeno per i primi decenni del XIX.

### Stile vocale
Nel primo genere, la tecnica dell'arco si basa sulla metrica del testo, riproducendo gli accenti della parola: ovviamente, l'accento tonico, più forte, riceve l'arcata in giù. Anche la legatura, che nel violino consiste nel suonare due o più note in una sola arcata, discende dalla pratica di cantare due o più note sulla stessa sillaba (melisma).

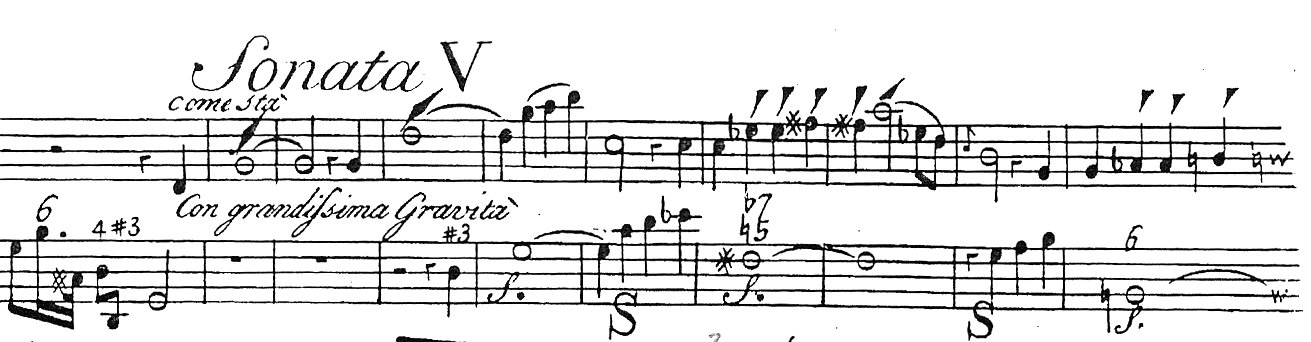
Indicazioni grafiche per le messe di voce nella Sonata Accademica V per violino e basso continuo di Francesco Maria Veracini

In questo stile esecutivo, chiamato da Tartini "il Cantabile", l'arco è condotto lentamente e cerca di riprodurre l'espressione della voce in tutte le sue inflessioni. Afferma Geminiani: "Una delle principali bellezze del violino sta nel gonfiare o aumentare e smorzare il suono". Questa espressione è chiamata "messa di voce" (come si intuisce dal termine, si tratta di una tecnica derivata dal canto) e consiste generalmente nell'appoggiare l'arco dolcemente, aumentare il suono fino a metà del valore della nota e poi tornare al piano; ma per estensione viene definita con lo stesso termine qualsiasi espressione dinamica che comporta un crescendo o un diminuendo del suono all'interno della stessa nota. La messa di voce era considerata un abbellimento del suono e quindi veniva eseguita ad arbitrio dell'esecutore, non in maniera sistematica su ogni nota, ma secondo il gusto personale nelle circostanze espressive più opportune. Alcuni autori hanno anche utilizzato dei simboli grafici per indicare dove eseguire le messe di voce in alcune loro composizioni. Della messa di voce si parla ancora nella seconda edizione (1817) del trattato di Galeazzi.
Un abbellimento assai particolare delle note lunghe è il "tremolo". Il termine potrebbe creare ambiguità di significati perché talvolta è stato usato per indicare il vibrato o una successione di note rapide ribattute tuttavia in primo luogo si riferisce a un ondeggiamento ritmico dell'arco sulla stessa nota. Esso nasce nei primi anni del XVII secolo in Italia per imitazione dell'effetto del dispositivo del tremolo dell'organo.

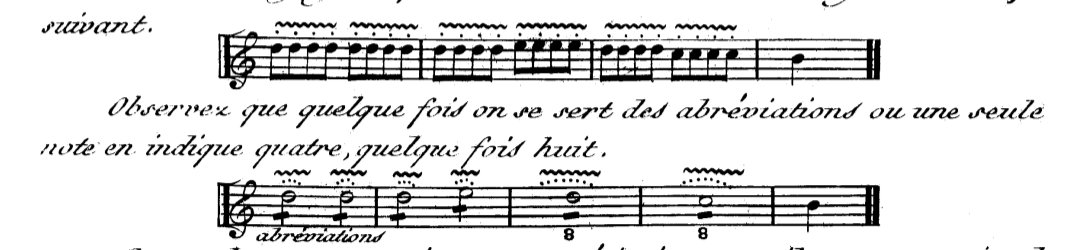
Modo di segnare il tremolo nel periodo classico (dal Nouvelle Méthode pour le violon di Giuseppe Cambini)

Il primo brano stampato in cui viene richiesto è la Sonata a 3 "La Foscarina" di Biagio Marini, tratta dalla raccolta "Affetti Musicali" del 1617, ed è utilizzato poi largamente dai compositori italiani per tutto il XVII secolo; lo troviamo, ad esempio, nelle opere di Dario Castello, Gabriel Sponga Usper, Giovanni Battista Riccio, Tarquinio Merula, Carlo Farina (che è il primo a dare istruzioni sull'esecuzione dell'effetto, forse per il fatto che le sue opere non sono pubblicate in Italia, ma a Dresda, dove può darsi che i musicisti fossero meno avvezzi a questa particolare tecnica), Maurizio Cazzati, Marco Uccellini, Giovanni Maria Bononcini, ma anche in Heinrich Biber, Johann Jakob Walther, nell'opera "Isis" di Jean-Baptiste Lully, nel Membra Jesu Nostri di Dietrich Buxtehude, nell'opera King Arthur di Henry Purcell, nel Concerto opera VIII n. 4 "L'Inverno" di Antonio Vivaldi, nell'Oratorio di Natale BWV 248 e in altre opere di Johann Sebastian Bach, nel Messiah di Georg Friedrich Händel. Nel periodo classico, viene utilizzato in forma occasionale e più contenuta, spesso per l'accompagnamento nel piano; lo si ritrova largamente in tutta la musica di Luigi Boccherini e occasionalmente in molti altri compositori, tra i quali Wolfgang Amadeus Mozart (quartetti K 387 e K 428) e Franz Joseph Haydn (quartetti op. 3 n. 3 Hob.III:15, di attribuzione dubbia, e op. 42 Hob.III:43). Un tremolo di identica natura ci è descritto dal Galeazzi, che però parla di un'esecuzione molto rapida e non misurata, quasi un vibrato d'arco.

### Stile di danza

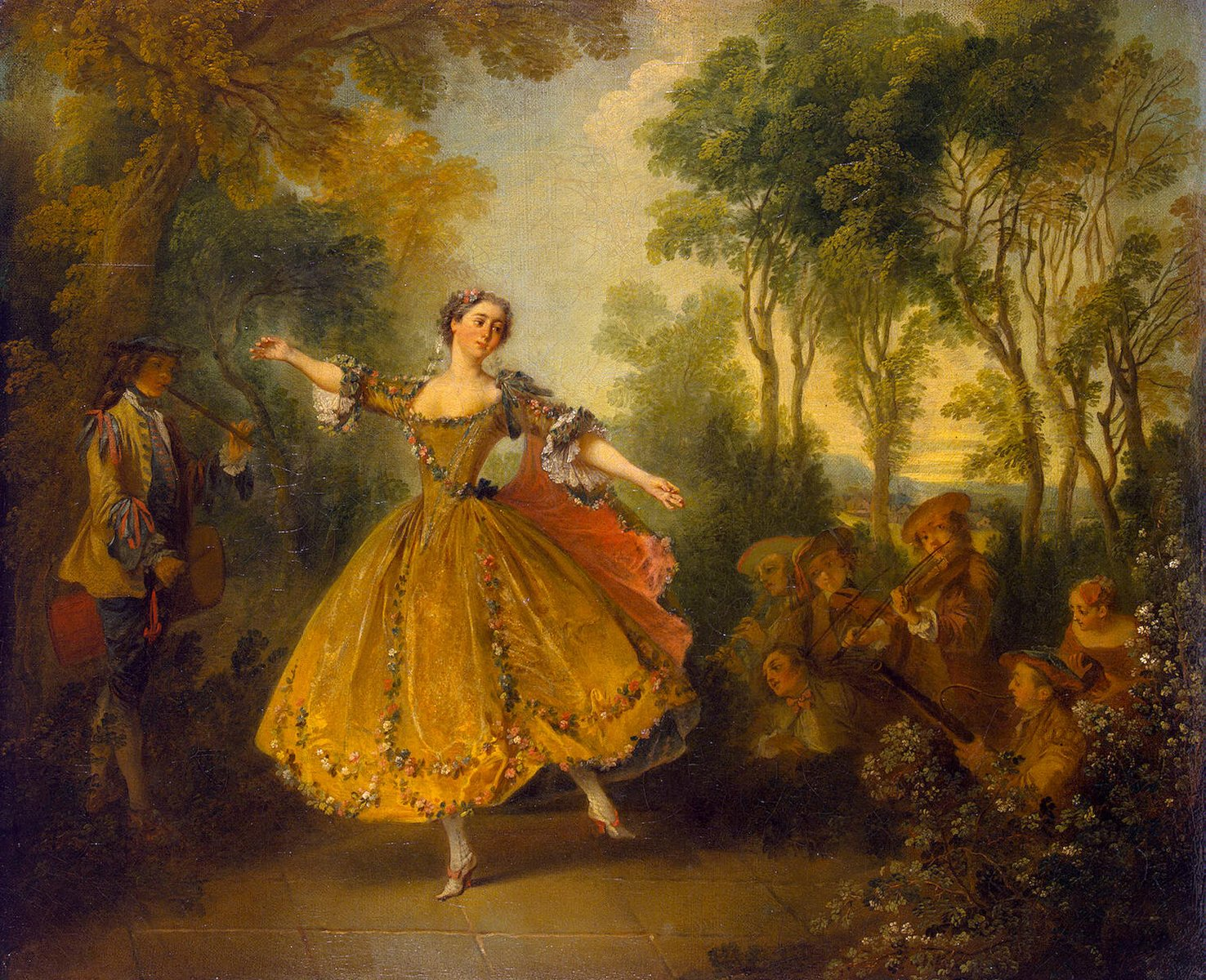
La danzatrice Marie Camargo accompagnata da un gruppo strumentale comprendente due violini (dipinto di Lancret)

La retorica non viene applicata esclusivamente alla parola, ma anche al movimento, all'espressione attraverso il gesto. La danza, che è forma artistica al contempo dei suoni, del gesto espressivo e del movimento, si modella anch'essa sulle norme della retorica classica.
La musica presenta un ritmo regolare, organizzato in forma rigorosa, basata sull'alternarsi di battere e levare, che corrispondono rispettivamente ai tempi forti e ai tempi deboli della misura; le note poste sul battere sono chiamate "note buone", quelle sul levare "note cattive". Le note buone devono essere suonate con maggiore enfasi (più forte o con un valore più lungo) rispetto alle cattive, a seconda dello stile musicale e del tipo di strumento utilizzato: negli strumenti a tastiera la differenziazione è ottenuta attraverso la diteggiatura, in quelli a fiato attraverso le "lingue", cioè le sillabe pronunciate nell'emissione del suono, negli strumenti ad arco con la diversa "direzione" dell'arcata. Nella pratica, le "note buone" vanno eseguite "in giù", quelle "cattive" "in su".
Ciascuna forma di danza, oltre a un tempo di esecuzione specifico, ha una particolare modalità esecutiva che riguarda gli accenti, l'articolazione (cioè il legato, lo staccato e le gradazioni intermedie) e il proprio carattere generale. Va da sé che queste modalità esecutive corrispondono a colpi d'arco definiti con grande precisione.
Le istruzioni per una corretta esecuzione delle diverse danze sono numerose. Particolarmente significativa è la prefazione che Georg Muffat scrive per il suo Florilegium Secundum, una raccolta di concerti nello stile di Jean-Baptiste Lully pubblicata a Passavia nel 1698: nel tentativo di ottenere un'esecuzione fedele al carattere della musica anche da parte di strumentisti tedeschi non avvezzi allo stile francese, egli dà istruzioni dettagliate su molti diversi aspetti di prassi esecutiva, tra cui anche i colpi d'arco delle più comuni forme di danza.
Ancora nella seconda metà del secolo XVIII, si adoperano specifiche tecniche d'arco per le danze sia in Germania sia in Francia: lo testimoniano le istruzioni contenute nei trattati di Corrette, di Quantz e dell'Abbé Le Fils; in Italia, invece, come si è già visto, ci si avvia verso un'egualizzazione della direzione dell'arcata che riguarda anche la musica di danza.
Per esprimere con vivacità l'impulso ritmico necessario alla danza, si utilizza ovviamente uno stile di esecuzione molto diverso da quello descritto precedentemente per lo stile vocale. Esso è definito da Tartini "il Suonabile" e consiste in arcate generalmente rapide e accentate.

### Colpi d'arco

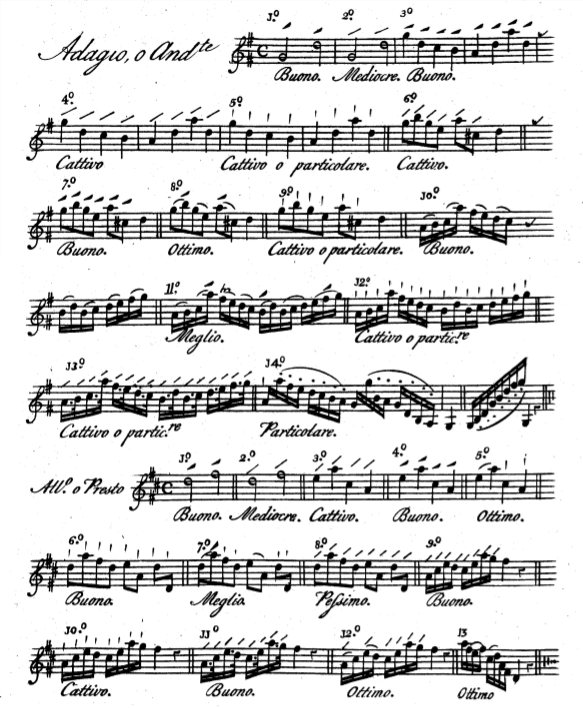
Colpi d'arco da Francesco Geminiani

All'inizio del XVII secolo, per avvicinare l'emissione sonora a quella della voce, l'arco viene utilizzato ben aderente alle corde, sia per le note portate sia per quelle staccate, facendo attenzione a evitare rumori di emissione, asprezza e secchezza del suono. Al contrario, grande sviluppo ha la tecnica della legatura.
Giungendo al XVIII secolo, la trattazione più sintetica sui colpi d'arco nelle note brevi si può trovare nel trattato di Francesco Geminiani. Le diverse articolazioni vengono definite in relazione all'indicazione agogica del brano musicale e alle diverse figure di valore delle note. Sebbene non tutti gli altri trattatisti utilizzino lo stesso criterio per determinare l'articolazione più adatta a ciascuna situazione (Tartini, ad esempio, si basa sull'analisi dell'andamento melodico), tuttavia vi troviamo riprodotti i principali colpi d'arco usati nel XVIII secolo.
Segni grafici differenti simboleggiano arcate "mute" (cioè lisce, senza particolare enfasi espressiva), con messa di voce, staccate e legate. Nelle note staccate, l'arco va alzato dalle corde a ogni nota: lo staccato in questo periodo è un colpo d'arco aereo, che sfrutta il rimbalzo elastico dell'arco, e va eseguito verso la metà della lunghezza dell'arco, perché la punta e il tallone sono parti in cui la bacchetta è troppo rigida e non permette il rimbalzo.
Le caratteristiche degli archi barocchi e transizionali li rendono adatti a una grande sottigliezza di articolazione e di dinamica all'interno di ogni singola arcata; al contrario, il modello creato da Tourte "ha spostato l'enfasi dai colpi d'arco, dalle sottili sfumature e dall'attacco ritardato della maggior parte dei modelli della metà del XVIII secolo a uno stile cantabile più sonoro e spianato, sostenuto da Viotti e dalla sua scuola, con in più la capacità di un attacco più o meno immediato, effetti di sforzando e colpi d'arco accentati (ad esempio martelé, saccadé e fouetté) o vari tipi di balzato (spiccato, sautillé, ricochet, ecc.)."

### Legature
Nella prassi esecutiva di oggi, gli strumenti ad arco interpretano la legatura in modo molto diverso dal XVII e XVIII secolo. Oggi come ieri, due o più note legate, invece di ricevere un'arcata ciascuna, vengono suonate nella stessa arcata, tuttavia nella tecnica odierna l'effetto ricercato è la massima eguaglianza del suono; inoltre, la legatura si utilizza talvolta per ragioni di semplice comodità tecnica, senza una specifica ragione musicale.
Diversa era l'espressione che veniva utilizzata nella tecnica del violino barocco. Prescrive Pier Francesco Tosi: "la prima nota è una guida a tutte quelle che seguono, unita strettamente, graduale, e con uguaglianza di moto tale, che cantando si imiti un certo scivolamento, dai maestri chiamato "legatura"; il cui effetto è veramente piacevole quando è usato con moderazione"; e ancora Leopold Mozart: "la prima nota (...) deve sempre essere marcata e sostenuta un po' di tempo, e le altre, al contrario, devono scivolare giù un po' più tardi, in un perdendo di suono, senza tuttavia portare scompiglio all'uguaglianza del movimento".
Quando le legature sono scritte nella partitura dal compositore, esse devono essere eseguite con la massima esattezza, ma in molte composizioni queste indicazioni sono scarse o mancano del tutto. In tal caso, è cura dell'esecutore applicare legature e note sciolte o staccate secondo il gusto, in accordo con il carattere della musica. Oltre al trattato di Leopold Mozart, varie altre opere didattiche danno indicazioni e suggerimenti sulla scelta delle legature da aggiungere ai brani musicali. Il primo in ordine di tempo a presentare un ampio campionario di esempi è il già citato Francesco Rognoni, che parla anche di un particolare tipo di arcata chiamata "il lireggiare affettuoso", consistente in una legatura in cui si marca ogni nota con un movimento del polso; lo scopo è quello di creare un'articolazione che si ponga a metà strada tra le note sciolte e quelle legate nel modo ordinario.

## La riscoperta del violino barocco
(Hermann Hesse, Il giuoco delle perle di vetro, I ed. 1943)

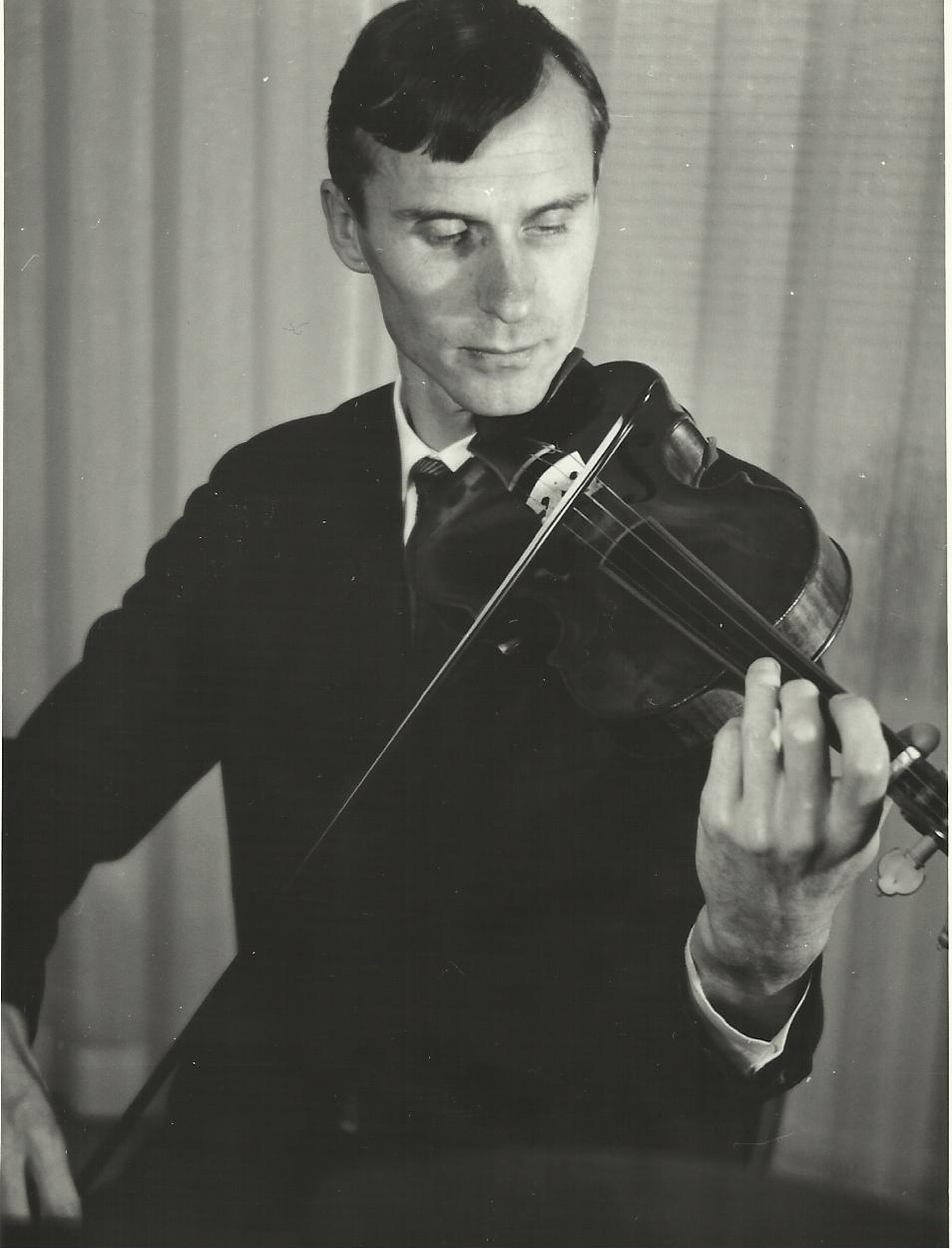
Il violinista svedese Lars Frydén, pioniere della riscoperta della prassi storica

Oggi sono numerosi i musicisti, i gruppi e le orchestre che si dedicano all'esecuzione della musica del passato su strumenti d'epoca. Il ritorno in auge del violino barocco inizia nel quadro del movimento di riscoperta della prassi esecutiva storica (authenticity), a partire dalla figura emblematica del suo iniziatore all'inizio del XX secolo, Arnold Dolmetsch, che nelle sue sperimentazioni con gli antichi strumenti caduti in disuso si interessò anche del violino barocco. L'instancabile attività di ricerca e diffusione operata da Dolmetsch attirò l'attenzione dell'élite intellettuale europea, ma nessuno parve seriamente interessato a continuare e approfondire le sue ricerche.
Negli anni cinquanta, alcuni compositori dimostrarono una certa attenzione all'interpretazione della musica antica. Ad esempio, Paul Hindemith sosteneva la necessità di rimettere la musica del passato nel contesto culturale e tecnico-musicale dell'epoca in cui era stata creata. Nell'ambito della ricerca, Robert Donington pubblicò nel 1963 The interpretation of Early Music (dedicato a Dolmetsch), contenente un ampio capitolo dedicato al violino; in Italia, il primo scritto sulle problematiche di esecuzione col violino barocco è un enciclopedico articolo del violinista e musicologo Luigi Rovighi del 1973.
Tra i pionieri dell'esecuzione su strumenti originali, vanno innanzitutto ricordati alcuni personaggi che adottarono strumenti e scelte tecnico-stilistiche a metà strada tra il violino barocco e il violino attuale: ad esempio Eduard Melkus, protagonista di pregevoli registrazioni, quali ad esempio le Sonate del Rosario di Heinrich Biber nel 1967, o cinque anni più tardi le Sonate op. V di Arcangelo Corelli, arricchite da fioriture e variazioni dello stesso Corelli, di Francesco Geminiani, Matthew Dubourg (1703-1767) e Giuseppe Valentini. Egli suonava con un violino e un arco barocco, ma per rendere più agevoli le sue esecuzioni utilizzava corde moderne al posto di quelle di budello e ignorava le tecniche esecutive dell'epoca barocca; anche il suo ensemble era composto di musicisti che utilizzavano con ambiguità strumenti originali e moderni, per cui all'orecchio dell'audiofilo di oggi le sue registrazioni suonano indistinguibili da quelle con strumenti moderni; analogo discorso vale per l'orchestra tedesca Collegium Aureum.
Tra le prime incisioni in cui, pur con l'ingenuità e la scarsezza di mezzi e conoscenze, si cercò di avviare un serio progetto di esecuzione su strumenti ad arco barocchi e secondo la prassi esecutiva storica, si deve annoverare nel 1967 la registrazione della Passione secondo Giovanni di Johann Sebastian Bach per opera del Concentus Musicus Wien diretto da Nikolaus Harnoncourt.
In campo cameristico, invece, abbiamo un'interessante primizia già nel 1963: la registrazione delle sonate per violino e clavicembalo concertato di Johann Sebastian Bach per opera di un giovane Gustav Leonhardt con il violinista svedese Lars Frydén.

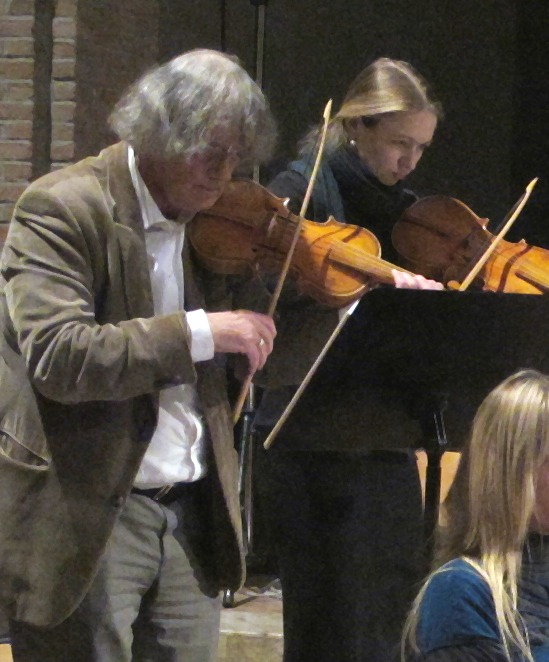
Sigiswald Kuijken suona il violino rinascimentale

Altre tappe storiche nella riscoperta del violino barocco sono state:
- 1969: l'Alarius Ensemble di Bruxelles, con Janine Rubinlicht e un giovanissimo Sigiswald Kuijken ai violini, Wieland Kuijken alla viola da gamba e Robert Kohnen all'organo e cembalo, pubblica un disco di musica violinistica italiana dell'epoca di Claudio Monteverdi. La registrazione porta alla luce un repertorio completamente dimenticato e di notevole perfezione stilistica. Questa esecuzione diventa un punto di riferimento assoluto[123]; farà scuola per molto tempo, almeno fino alle prime registrazioni di Reinhard Goebel negli anni ottanta.
- 1973: il violinista Jaap Schröder[124] registra i Concerti per violino e orchestra KV 207 e KV 211 di Wolfgang Amadeus Mozart con il Mozart-Ensemble Amsterdam diretto da Frans Brüggen[125].
- 1974: sempre Schröder registra le sonate per violino e fortepiano di Mozart con Stanley Hoogland[125].
- 1975: il quartetto Esterhazy (Jaap Schröder, Alda Stuurop, violini; Wiel Peeters, viola; Wouter Möller, cello) registra alcuni quartetti di Franz Joseph Haydn, seguiti nel 1978 da quelli di Mozart[125].
- 1976: Sigiswald Kuijken, insieme con un ampio ensemble, firma una storica registrazione di François Couperin, comprendente i Concerts royaux e altra musica da camera[126].
- 1977: Alice Harnoncourt registra Il cimento dell'armonia e dell'inventione di Antonio Vivaldi, tra cui Le quattro stagioni, con il Concentus Musicus Wien diretto dal marito Nikolaus Harnoncourt, per la prima volta su strumenti originali; un'edizione considerata ancora oggi valida ed emozionante[127].
- 1978: ancora Vivaldi, uno storico disco di concerti, tra cui il "Grosso Mogul" RV 208 (senza le cadenze originali di Vivaldi, che vennero ritrovate a Cividale del Friuli solo nei primi anni ottanta, benché risultassero in parte mantenute nella trascrizione organistica di Johann Sebastian Bach BWV 594[128]), con Jaap Schröder come solista e direttore insieme al gruppo Concerto Amsterdam[125].
- 1979: Sigiswald Kuijken, alla testa della Petite Bande registra i 12 concerti grossi, op. 6 di Arcangelo Corelli.
- 1981: prima registrazione delle Sonate e partite per violino solo di Johann Sebastian Bach da parte di Sigiswald Kuijken.